# Богданов, Иван Васильевич
Иван Васильевич Богданов (1924—2002) — старший сержант Рабоче-крестьянской Красной Армии, участник Великой Отечественной войны, Герой Советского Союза (1944).

## Биография
Иван Богданов родился 2 мая 1924 года в селе Новосаратовка Кедабекского района Азербайджанской ССР в крестьянской семье. Получил неполное среднее образование, после чего работал трактористом в колхозе в Ашхабадской области Туркменской ССР. В 1942 году был призван на службу в Рабоче-крестьянскую Красную Армию. С мая 1943 года — на фронтах Великой Отечественной войны. К июню 1944 года гвардии старший сержант Иван Богданов командовал орудием 122-го гвардейского отдельного истребительно-противотанкового дивизиона 120-й гвардейской стрелковой дивизии 3-й армии 1-го Белорусского фронта. Отличился во время освобождения Белорусской ССР.
В июне 1944 года колонна стрелкового полка, в составе которого шла батарея Богданова, продвигалась в районе города Осиповичи Могилёвской области. У посёлка Терешков колонна подверглась немецкому нападению. Богданов первым в батарее открыл огонь по напавшим, дав тем самым возможность остальным орудиям батареи развернуться и отбить атаку. 28 июня 1944 года, встретив колонну врага, Богданов уничтожил 7 орудий и 10 автомашин. В бою получил тяжёлое ранение, но поля боя не покинул.
Указом Президиума Верховного Совета СССР от 18 ноября 1944 года за «образцовое выполнение боевых заданий командования на фронте борьбы с немецко-фашистскими захватчиками и проявленные при этом мужество и героизм» гвардии старший сержант Иван Богданов был удостоен высокого звания Героя Советского Союза с вручением ордена Ленина и медали «Золотая Звезда» за номером 4740.
После тяжёлого ранения Богданов был комиссован из армии. Проживал в Ашхабаде, работал научным сотрудником, впоследствии заведующим Государственного музея истории Туркмении, был членом Совета комитета защиты мира.
Умер 10 ноября 2002 года
Был также награждён орденами Отечественной войны 1-й степени и Славы 3-й степени, а также рядом медалей.